# المنظمة الجورجية للحركة الكشفية
المنظمة الجورجية للحركة الكشفية هي المنظمة الكشفية الوطنية في جورجيا تأسست في عام 1994، وأصبحت عضوا في المنظمة العالمية للحركة الكشفية في عام 1997. تعتبر المنظمة الجورجية للحركة الكشفية مختلطة وتحوي 1343 عضو اعتبارا من عام 2011.